# Labriphimedia hinemoa
Labriphimedia hinemoa är en kräftdjursart som först beskrevs av Hurley 1954.  Labriphimedia hinemoa ingår i släktet Labriphimedia och familjen Iphimediidae. Inga underarter finns listade i Catalogue of Life.